# Maria Gabriela Yutaka Silveira
Maria Gabriela Yutaka Silveira (nascida em 5 de setembro de 2006, em Salvador, Brasil) é uma judoca portuguesa de origem brasileira, especialmente reconhecida como uma das principais figuras do judô nacional e internacional na categoria -57 kg. Desde os primeiros passos no tatame, Maria Gabriela demonstrou um talento inato, que foi refinado com o apoio de seu pai, um ex-judoca brasileiro. Com a mudança para Portugal em 2016, a atleta uniu-se ao Sport Club Benfica e, posteriormente, ao Sport Algés e Dafundo, onde continuou a se destacar sob a orientação de treinadores como Miguel Santos, Pedro Jacinto.                                                          

## Carreira
Maria Gabriela rapidamente se destacou no cenário esportivo devido à sua dedicação, técnica apurada e espírito competitivo. Com uma formação sólida e uma trajetória marcada por conquistas, ela se tornou uma estrela do judô português. A sua ascensão foi evidenciada por uma série de títulos importantes, com destaque para a medalha de ouro no Campeonato Europeu de Cadetes em 2023, realizada em Odivelas, onde se tornou a primeira judoca portuguesa a alcançar esse feito.

#### Conquistas em Categorias de Base
As conquistas de Maria Gabriela em competições europeias e já a estabeleceram como uma atleta de elite em sua faixa etária. Em 2022, foi medalhista de prata na Taça da Europa de Cadetes em Coimbra e conquistou o bronze na Taça da Europa de Cadetes em Gyor, na Hungria. Já em 2023, ela ampliou seu domínio para garantir o ouro na Taça da Europa de Cadetes em Teplice e na medalha de bronze nos Jogos Europeus da Juventude (EYOF) em Maribor. Esses triunfos foram fundamentais para cimentar sua posição como uma referência no judô jovem europeu.

#### Sucesso na Categoria Júnior e Consolidação no Cenário Internacional
Em 2024, Maria Gabriela fez uma transição bem-sucedida para a categoria júnior, onde continuou a impressionar com sua técnica e resistência. Ela conquistou a Taça da Europa Júnior em Anadia, destacando-se como uma das atletas mais completas e promissoras da sua faixa etária. A sua prata na Taça da Europa em Portimão demonstrou a sua consistência e capacidade de competir em alto nível, independentemente do desafio.

### Versatilidade e Adaptação
Maria Gabriela é reconhecida por suas especificidades, algo que a distingue de outras atletas de sua geração. Embora sua categoria principal seja a -57 kg, ela já demonstrou grande habilidade ao competir na categoria -63 kg, o que sublinha sua adaptabilidade e coragem de enfrentar novos desafios. Essa flexibilidade tem sido um elemento fundamental para seu sucesso e tem consolidado sua confiança como uma judoca de classe mundial.

### Presente e Futuro
Atualmente, Maria Gabriela é um ícone do judô português, defendendo os núcleos do Sport Algés e Dafundo e inspirando jovens atletas em Portugal e além. Com uma carreira recheada de feitos notáveis e uma lista de conquistas que podem em sua faixa etária se gabar, ela é vista como uma estrela na ascensão no judô mundial. As expectativas são altas para sua participação em eventos de grande prestígio, como campeonatos mundiais e Jogos Olímpicos, onde ela tem potencial para continuar a fazer história e elevar ainda mais o nome de Portugal no esporte.

## Medalhas
| MEDALHAS |                  |        |
| Ouro     | Viseu 2024       | -63 kg |
| Ouro     | Anadia 2024      | -63 kg |
| Ouro     | Odivelas 2023    | -57 kg |
| Ouro     | Coimbra 2023     | -57 kg |
| Ouro     | Teplice 2023     | -57 kg |
| Ouro     | Fuengirola 2023  | -57 kg |
| Ouro     | Almada 2023      | -57 kg |
| Ouro     | Odivelas 2022    | -57 kg |
| Ouro     | Cernache 2021    | -57 kg |
| Prata    | Portimão 2024    | -57 kg |
| Prata    | Goygol 2023      | -57 kg |
| Prata    | Coimbra 2022     | -57 kg |
| Prata    | Odivelas 2021    | -57 kg |
| Bronze   | Marin 2024       | -63 kg |
| Bronze   | Haia 2023        | -57 kg |
| Bronze   | Zagreb 2023      | -57 kg |
| Bronze   | Maribor 2023     | -57 kg |
| Bronze   | Goygol 2022      | -57 kg |
| Bronze   | Estrasburgo 2022 | -57 kg |

## Referencias
1. https://www.record.pt/modalidades/judo/detalhe/maria-silveira-sagra-se-campea-europeia-de-cadetes
2. https://www.record.pt/modalidades/judo/detalhe/maria-silveira-conquista-bronze-nos-mundiais-de-cadetes
3. http://www.fpj.pt/noticia/maria-silveira-conquista-a-2a-medalha-para-portugal-no-festival-olimpico-da-juventude/

Todos os resultados de Maria Silveira: https://www.judoinside.com/judoka/84054/Maria_Silveira/judo-results
1. ↑  «JudoInside - Maria Silveira Judoka». www.judoinside.com. Consultado em 8 de dezembro de 2024